# Доній Бабин Поток
44°51′ пн. ш. 15°29′ сх. д. / 44.85° пн. ш. 15.49° сх. д.
Доній Бабин Поток (хорв. Donji Babin Potok) — населений пункт у Хорватії, у Лицько-Сенській жупанії у складі громади Врховине.

## Населення
Населення за даними перепису 2011 року становило 116 осіб.
Динаміка чисельності населення поселення:

## Клімат
Середня річна температура становить 7,28 °C, середня максимальна – 21,30 °C, а середня мінімальна – -8,34 °C. Середня річна кількість опадів – 1400 мм.
| Клімат поселення                              | Клімат поселення | Клімат поселення | Клімат поселення | Клімат поселення | Клімат поселення | Клімат поселення | Клімат поселення | Клімат поселення | Клімат поселення | Клімат поселення | Клімат поселення | Клімат поселення | Клімат поселення |
| Показник                                      | Січ.             | Лют.             | Бер.             | Квіт.            | Трав.            | Черв.            | Лип.             | Серп.            | Вер.             | Жовт.            | Лист.            | Груд.            |                  |
| Середній максимум, °C                         | 5,15             | 5,82             | 8,98             | 12,88            | 17,90            | 21,27            | 21,30            | 20,84            | 17,03            | 12,56            | 7,36             | 3,46             |                  |
| Середня температура, °C                       | −1,6             | −0,92            | 2,24             | 6,13             | 11,15            | 14,53            | 16,86            | 16,38            | 12,57            | 8,09             | 2,90             | −1               |                  |
| Середній мінімум, °C                          | −8,34            | −7,66            | −4,48            | −0,6             | 4,43             | 7,81             | 12,39            | 11,91            | 8,10             | 3,64             | −1,57            | −5,46            |                  |
| Норма опадів, мм                              | 97               | 101              | 105              | 119              | 107              | 108              | 77               | 94               | 132              | 150              | 172              | 138              |                  |
| Середньомісячна швидкість вітру, м/с          | 2.17             | 2.28             | 2.55             | 2.45             | 2.29             | 2.06             | 2.01             | 1.91             | 1.98             | 2.14             | 2.34             | 2.38             |                  |
| Середньомісячна сонячна радіація, кДж/м²·день | 4562             | 7238             | 10638            | 15027            | 19026            | 20957            | 22578            | 19373            | 14446            | 9377             | 4977             | 3836             |                  |
| --------------------------------------------- | ---------------- | ---------------- | ---------------- | ---------------- | ---------------- | ---------------- | ---------------- | ---------------- | ---------------- | ---------------- | ---------------- | ---------------- | ---------------- |
| Джерело:                                      |                  |                  |                  |                  |                  |                  |                  |                  |                  |                  |                  |                  |                  |